# Dlouhá Voda
Dlouhá Voda je malá vesnice, část města Město Albrechtice v okrese Bruntál. Nachází se asi 6,5 km na západ od Města Albrechtic.
Dlouhá Voda je také název katastrálního území o rozloze 11,12 km2.

## Vývoj počtu obyvatel
Počet obyvatel Dlouhé Vody (Staré a Nové) podle sčítání nebo jiných úředních záznamů:
| Rok            | 1869 | 1880 | 1890 | 1900 | 1910 | 1921 | 1930 | 1950 | 1961 | 1970 | 1980 | 1991 | 2001 |
| -------------- | ---- | ---- | ---- | ---- | ---- | ---- | ---- | ---- | ---- | ---- | ---- | ---- | ---- |
| Počet obyvatel | 206  | 192  | 191  | 171  | 161  | 165  | 146  | 73   | 51   | 69   | 42   | 27   | 26   |

1. ↑  z toho: Stará Dlouhá Voda 108, Nové Dlouhá Voda 38
2. ↑  všichni Němci; z toho 139 řím. kat., 7 evang. (Stará 4, Nová 3)

V Dlouhé Vodě je evidováno 45 adres : 17 čísel popisných (trvalé objekty) a 28 čísel evidenčních (dočasné či rekreační objekty). Při sčítání lidu roku 2001 zde bylo napočteno 14 domů, z toho 10 trvale obydlených.

## Galerie

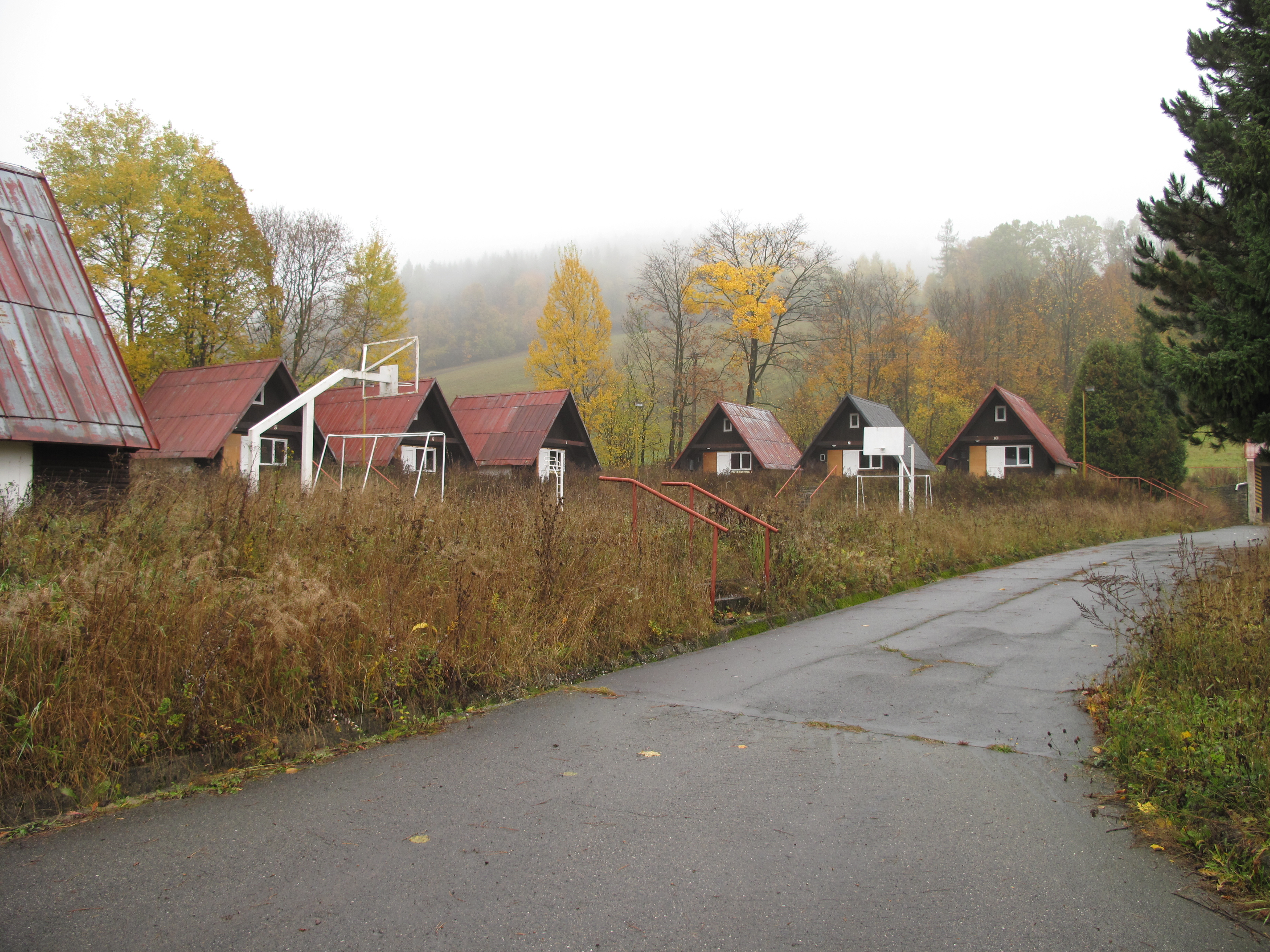
Domky
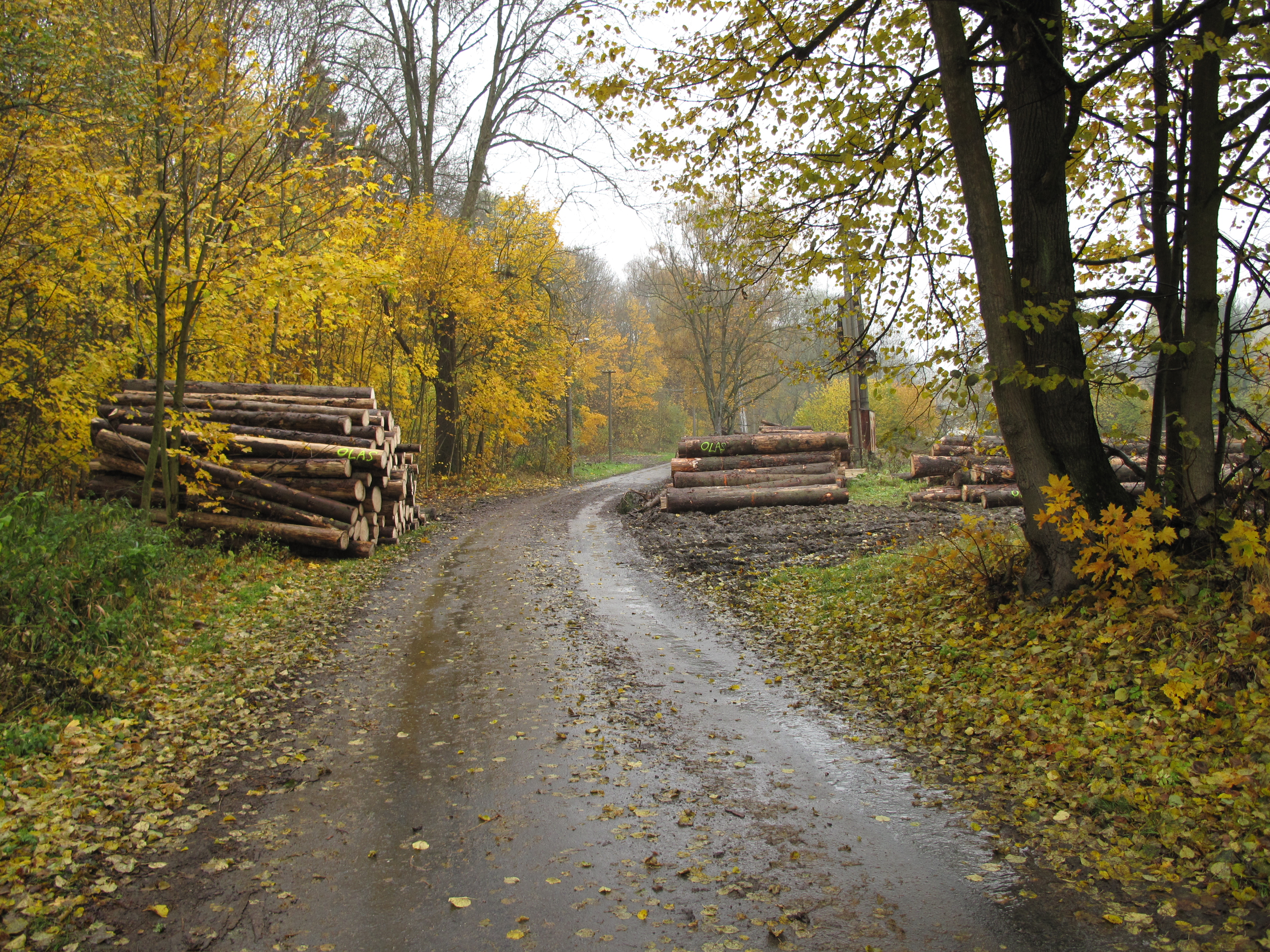
Komponenty
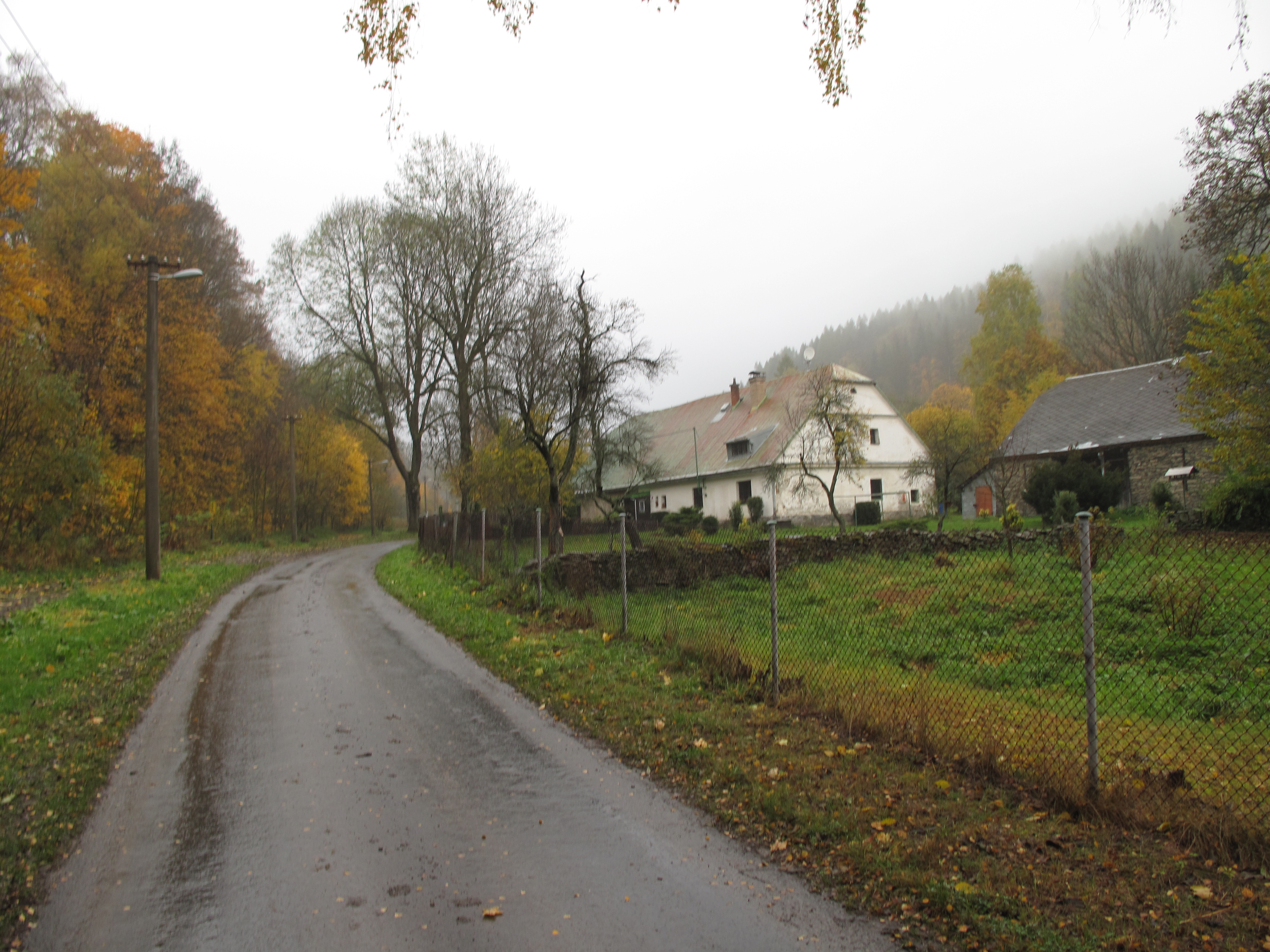
Chalupa